# 塞维尔-杜沃加 (葡萄牙堂区)
塞维尔-杜沃加是葡萄牙阿威罗区的一个堂区。总面积12.36平方公里，总人口2728人，人口密度220.7人/平方公里。